# Patrick Pemberton
Patrick Alberto Pemberton Bernard (Heredia, 24 aprile 1982) è un calciatore costaricano, portiere dell'Alajuelense e della nazionale costaricana.

## Nazionale
Viene convocato per la Copa América Centenario negli Stati Uniti.